# Das chinesische Wunder
Das chinesische Wunder ist ein deutscher Spielfilm von Wolfgang Liebeneiner aus dem Jahre 1976 mit Christian Kohlund, Senta Berger und Heinz Rühmann in den Hauptrollen.

## Handlung
Der junge Chirurg Dr. Kristian Keller ist ein vom Idealismus beseelter Arzt. Längst widert ihn die Geltungssucht und Gier zahlreicher Kollegen an, die nicht mehr vom Willen, kranken Menschen helfen zu wollen, getrieben werden. Prägend für diesen von ihm verabscheuten Arzttypus ist Kellers Chef, der ebenso eitle wie selbstgefällige und autoritäre Professor Gaspardi. Nicht nur einmal kommt es zu einer Konfrontation zwischen beiden, bei der der standesbewusste Gaspardi Keller klarmacht, wer in dem Klinikbetrieb Koch und wer Kellner ist. Erschwerend kommt hinzu, dass Kristian Keller seit geraumer Zeit eine Affäre mit Gaspardis noch recht junger Ehefrau Detta begonnen hat. Auch sie ist mehr und mehr angewidert vom Verhalten ihres Mannes und seinen Eitelkeiten. Längst sieht sie ihre eingefahrene und von großer innerer Leere bestimmte Ehe mit dem angesehenen Chefarzt als gescheitert an. Eines Tages entscheidet sich Keller, den Arztberuf in Deutschland, der nach seinem Empfinden einer Sackgasse gleicht, aufzugeben. Er will nach Hongkong fliegen, um dort als Arzt neu zu beginnen. Wie verabredet, soll Detta wenig später nachkommen.
Während des Fluges lernt der junge Deutsche den alten Russen Poliakoff kennen, der Dr. Keller in die ihm völlig neue aber hochinteressant erscheinende Welt der Akupunktur einführt. Als es in luftiger Höhe zu einem Notfall kommt, ist es der weise Poliakoff, der Keller mit seiner Sachkenntnis bei einer Notoperation entscheidend hilft. Er setzt bei der Patientin die Akupunkturnadeln so, dass sie völlig betäubt ist und bei der Geburt per Kaiserschnitt keinerlei Schmerzen verspürt. Fasziniert von Poliakoffs Können, will Kristian Keller in Hongkong von dem alten Russen alles über dessen geheime Kenntnisse der Akupunktur lernen. Doch wenig später stirbt Poliakoff bei einer Explosion. So gelangt Keller schließlich in den Besitz von dessen Kasten mit den heilenden Nadeln. In der Zwischenzeit wurde Detta Gaspardi in Deutschland in einen Unfall verwickelt und leidet seitdem unter schwerer Migräne. Deshalb ist sie nicht imstande, Keller nach Hongkong zu folgen. Nach einigen Jahren Abwesenheit kehrt Keller nach Deutschland zurück. Nach anfänglicher Skepsis unter den Berufskollegen kann er mit seiner Akupunkturtechnik erste Erfolge erzielen und sogar Detta von ihrer starken Migräne heilen. Die chinesische Heilkunst hat sich damit auch in Europa durchgesetzt.

## Produktion
Das chinesische Wunder wurde in der zweiten Jahreshälfte 1975 in Deutschland und Hongkong gedreht und in mehreren deutschen Städten am 21. Januar 1977 uraufgeführt. Die Produktionsleitung hatte Hans von der Heydt, die Filmbauten entwarf Robert Stratil. Es war Stratils letzte filmische Tätigkeit. Mit Das chinesische Wunder endete die knapp vier Jahrzehnte umspannende Zusammenarbeit Rühmanns mit Liebeneiner, die 1937 mit Der Mustergatte begonnen hatte. Rühmanns Rolle hat hier jedoch kaum mehr als Gastspielcharakter; er ist nur rund knapp ein Drittel des Films zu sehen. Es sollte sein drittletzter Kinoauftritt werden.

## Anmerkung
Das chinesische Wunder, in weiten Teilen einem abendfüllenden Werbefilm für fernöstliche Heilmethoden gleichend, war ein durch staatliche Gesetzgebung geförderter, typischer Abschreibungsfilm jener Jahre (1975 bis 1978). Diese Art Filme, zumeist produziert von den auf diese Finanzierungsform spezialisierten Firmen Cinema 77 und Geria, finanzierten sich über Investitionen von Anlegern, mit denen diese anstrebten, Steuern zu sparen. Das Gros dieser Filme – darunter auch Der Geheimnisträger, Auch Mimosen wollen blühen, Lady Dracula und Frauenstation – waren dementsprechend einerseits hochrangig besetzt und teuer (wenngleich nur selten hochwertig) produziert, erwies sich andererseits aber regelmäßig als veritable Kassenflops. Aufgrund der trotz bekannter Schauspieler (von Heinz Rühmann über Horst Buchholz und Stephen Boyd bis zu Theo Lingen und Senta Berger) und erfahrener Regisseure (wie Wolfgang Liebeneiner und Rolf Thiele) bisweilen sehr schlechten Qualität dieser Filme gab es regelmäßig große Schwierigkeiten, für diese Produktionen einen Verleih zu finden. Während Der Geheimnisträger und Auch Mimosen wollen blühen relativ zügig nach Ende der Dreharbeiten in die Kinos gelangten, verzögerten sich die Uraufführungstermine anderer Abschreibungsproduktionen mitunter erheblich: Das chinesische Wunder und Frauenstation (beide im Herbst 1975 gedreht), wurden erst 1977 uraufgeführt, Lady Dracula (ebenfalls im Herbst 1975 entstanden) kam sogar erst 1978 in die Kinos. Chinesisches Wunder-Produzent Hans Pflüger war bei der Herstellung von Abschreibungsfilmen besonders rührig. All diese Produktionen hatten zumeist eins gemein: es waren Filme, „die vorwiegend in leeren Sälen liefen.“

## Kritiken
„Realitätsferne Kolportage, bunt, dumm und geschwätzig: eine Abschreibungsproduktion.“